# Luka Stankovski
Luka Stankovski (in macedone Лука Станковски?; Skopje, 2 settembre 2002) è un calciatore macedone, centrocampista del Radnički Kragujevac in prestito dal Gaziantep.

## Carriera

### Club
Cresciuto nel Rabotnički, ha debuttato in prima squadra il 31 agosto 2019 nell'incontro di Prva makedonska fudbalska liga perso 2-1 contro l'Akademija Pandev. La stagione successiva si è ritagliato un posto da titolare in prima squadra, giocando 29 incontri e mettendo a segno 8 reti.
Il 5 gennaio 2022 è stato acquistato a titolo definitivo dal Gaziantep, con cui ha firmato per quattro anni e mezzo. Utilizzato con poca frequenza, nel febbraio del 2023 è passato in prestito al Gorica. Rimasto successivamente in squadra per la prima metà della stagione 2023-2024, nel mercato di gennaio è andato in prestito al Tuzlaspor dove ha realizzato una rete in 13 incontri. Il 17 settembre 2024 è stato ceduto, sempre in prestito, al Radnički Kragujevac.

### Nazionale
Ha giocato con le nazionali giovanili macedoni Under-17, Under-18, Under-19 ed Under-21.

## Statistiche

### Presenze e reti nei club
Statistiche aggiornate al 23 marzo 2025.
| Stagione          | Squadra             | Campionato        | Campionato | Campionato | Coppe nazionali | Coppe nazionali | Coppe nazionali | Coppe continentali | Coppe continentali | Coppe continentali | Altre coppe | Altre coppe | Altre coppe | Totale | Totale | Totale |
| Stagione          | Squadra             | Comp              | Pres       | Reti       | Comp            | Pres            | Reti            | Comp               | Pres               | Reti               | Comp        | Pres        | Reti        | Pres   | Reti   |        |
| ----------------- | ------------------- | ----------------- | ---------- | ---------- | --------------- | --------------- | --------------- | ------------------ | ------------------ | ------------------ | ----------- | ----------- | ----------- | ------ | ------ | ------ |
| 2019-2020         | Rabotnički          | PL                | 1          | 0          | CM              | 0               | 0               | -                  | -                  | -                  | -           | -           | -           | 1      | 0      |        |
| 2020-2021         | Rabotnički          | PL                | 29         | 8          | CM              | 0               | 0               | -                  | -                  | -                  | -           | -           | -           | 29     | 8      |        |
| 2021-gen. 2022    | Rabotnički          | PL                | 18         | 3          | CM              | 0               | 0               | -                  | -                  | -                  | -           | -           | -           | 18     | 3      |        |
| Totale Rabotnički | Totale Rabotnički   | Totale Rabotnički | 48         | 11         |                 | 0               | 0               |                    | -                  | -                  |             | -           | -           | 48     | 11     |        |
| gen.-giu. 2022    | Gaziantep           | SL                | 4          | 1          | CT              | 0               | 0               | -                  | -                  | -                  | -           | -           | -           | 4      | 1      |        |
| 2022-gen. 2023    | Gaziantep           | SL                | 5          | 0          | CT              | 2               | 0               | -                  | -                  | -                  | -           | -           | -           | 7      | 0      |        |
| gen.-giu. 2023    | Gorica              | 1.SNL             | 10         | 2          | CS              | 0               | 0               | -                  | -                  | -                  | -           | -           | -           | 10     | 2      |        |
| 2023-gen. 2024    | Gaziantep           | SL                | 2          | 0          | CT              | 1               | 0               | -                  | -                  | -                  | -           | -           | -           | 3      | 0      |        |
| gen.-giu. 2024    | Tuzlaspor           | 1L                | 13         | 1          | CT              | 0               | 0               | -                  | -                  | -                  | -           | -           | -           | 13     | 1      |        |
| 2024-2025         | Radnički Kragujevac | SL                | 20         | 3          | CS              | 2               | 0               | -                  | -                  | -                  | -           | -           | -           | 22     | 3      |        |
| Totale carriera   | Totale carriera     | Totale carriera   | 102        | 18         |                 | 5               | 0               |                    | -                  | -                  |             | -           | -           | 107    | 18     |        |